# Верхняя Яя
Верхняя Яя — упразднённая деревня в Яшкинском районе Кемеровской области. На момент упразднения входила в состав Таловского сельсовета. Исключена из учётных данных в 1997 году.

## География
Располагалась на левом берегу реки Яя в месте впадения в нее реки Малые Козлы, на расстоянии примерно 10 км по прямой к юго-востоку от города Анжеро-Судженск.

## Население
| 1970 | 1979 | 1989 |
| ---- | ---- | ---- |
| 19   | ↗20  | ↘2   |